# Moderfäule
Moderfäule ist eine Form der Holzfäule, die durch verschiedene Pilze (speziell Ascomyceten wie der Brandkrustenpilz und Deuteromyceten) hervorgerufen wird. Die Moderfäule hat im Gegensatz zu der Braun- und Weißfäule ein recht hohes Feuchtigkeitsbedürfnis. Daher kommt diese Fäuleform an dauernd der Feuchtigkeit ausgesetztem Holz vor. Besonders gefährdet sind dabei Hölzer, die im Freien verbaut oder gelagert und dadurch einer sehr hohen Feuchte ausgesetzt sind. Das Risiko eines Moderfäulebefalls und damit der Holzschädigung wird ferner durch direkten Erdkontakt (z. B. bei hölzernen Pfählen und Masten, auch in gut wasserversorgten Böden wurzelnde Bäume) erheblich erhöht.

## Schadbild

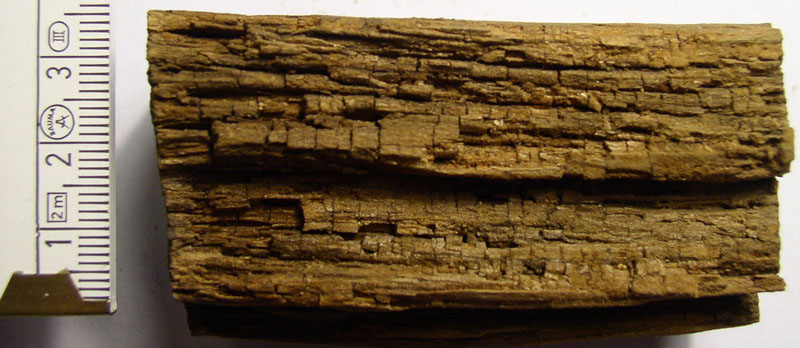
Durch Moderfäule zerstörtes Holz, getrocknet

Moderfäulegeschädigtes Holz weist im nassen Zustand eine schmierige, schwärzlich verfärbte Oberfläche auf. Nach Austrocknung nimmt die Holzoberfläche eine würfelbrüchige Struktur an, die der Braunfäule ähnelt, jedoch deutlich feiner und oft auf die unmittelbare Oberfläche (bis wenige Millimeter Tiefe) beschränkt ist.
Durch die Moderfäuleerreger wird ein Abbau der Zellwände und infolgedessen ein erheblicher Festigkeitsverlust des Holzes bewirkt. Auch wenn der Moderfäuleschaden mit bloßem Auge nur an der Oberfläche erkennbar ist, kann der gesamte Holzquerschnitt von dem Festigkeitsverlust betroffen sein.
Tückisch ist die Moderfäule dadurch, dass betroffene Hölzer bei Belastung plötzlich und ohne Vorwarnung durchbrechen können, während sich bei intaktem Holz eine Überlastung zunächst akustisch durch Knarren, Knistern und/oder Knacken bemerkbar macht. Auf mikroskopischer Ebene zeigt das Schadbild einen deutlichen Unterschied zu den anderen beiden Holzfäuleformen. Innerhalb der Sekundärwande bildet die Moderfäule rautenförmige Höhlungen (Kavernen). Typisch für Moderfäule ist das Auftreten von muffigem Geruch.

## Vorbeugung
Der beste Schutz vor Moderfäule und anderen holzzerstörenden Pilzen besteht darin, Konstruktionen so auszubilden, dass Holz keiner erhöhten Feuchte und keinem direkten Erdkontakt ausgesetzt ist. Wenn dies nicht vermeidbar ist (bei Vorliegen der Gefährdungsklasse 4 gemäß DIN 68800 Teil 3), dann ist für tragende Konstruktionen in der Regel die Behandlung mit einem chemischen, u. a. gegen Moderfäule vorbeugend wirksamen Holzschutzmittel erforderlich. Eine Besonderheit der Moderfäule, die beim Holzschutz berücksichtigt werden muss, ist die Toleranz gegenüber Chrom-Fluor-Salzen. Allerdings reagieren viele Pilzarten sehr empfindlich auf Holzschutzmittel mit Kupferverbindungen.
Eine alternative Möglichkeit besteht in der Verwendung von Holzarten mit einer ausreichenden natürlichen Dauerhaftigkeit. Für die oben beschriebene Einbausituation in Gefährdungsklasse 4 müssten dann Hölzer mit der Resistenz- bzw. Dauerhaftigkeitsklasse 1 gemäß DIN EN 350-2 verwendet werden. Es gibt jedoch nur wenige (teure, überwiegend tropische) Holzarten, die hierfür in Frage kommen.